# Чанда-биби
Чанда-биби, также Мах-лака Бай и Мах-лака Чанда (урду ماہ لقا چنداؔ‎;
7 апреля 1768 года — 1824 год) — индийская урдуязычная поэтесса, придворная дама и благотворительница, жившая в Хайдарабаде. В 1824 году она стала первой поэтессой, опубликовавшей диван (сборник стихов; «Гулзар-э-Мах-Лака», урду گلزار ماہ لقا‎, вышел посмертно). При жизни Чанды-биби местный диалект урду постепенно обогащался заимствованиями из персидского языка, и её работы позволяют проследить лингвистическую трансформацию, происходившую в Южной Индии. Чанда была влиятельной придворной дамой Декана; правитель Хайдарабада даровал ей дворянский титул омара (высший придворный титул) и держал её при дворе. В 2010 году памятник Чанде-биби, расположенный у её могилы, был восстановлен на средства, пожертвованные из государственного бюджета США.

## Биография
Чанда-биби родилась 7 апреля 1768 года в Аурангабаде, на территории современного штата Махараштра. Мать Чанды — Радж Кунвар — была придворной дамой из Раджпутаны, отец — Бахадур Хан — служил военным чиновником при падишахе Могольской Империи Мухаммаде Шахе. Бахадур Хан переехал из Дели в Хайдарабад, где он и познакомился с Радж Кунвар. Чанду удочерила бездетная сестра Кунвар, Мехтаб Ма, также придворная дама, которая была очень близка с премьер-министром низама, Навабом Рукн-уд-Даулой.
Наваб Рукн-уд-Даула лично организовывал обучение Чанды, её учили лучшие педагоги. Чанда имела доступ к обширной библиотеке Наваба и росла, окружённая яркой культурой Хайдерабада. К 14 годам она превосходно ездила верхом и стреляла из лука, благодаря этому Чанда сопровождала второго низама в трёх войнах, одетая в мужское платье. Её отмечали за отменное владение луком и копьём. За военные успехи низамы неоднократно даровали ей джагир на земли, в том числе в окрестностях Хайдергуды, Чанданагара, деревни Сьедпалли и Адикмета. Также ей был дарован титул «мах-лака», буквально «облик Луны». Чанда никогда не была замужем, но у неё были любовные связи с Раджой Рао Рамбхой Рао (военным-маратхом, командовавшим кавалерийским отрядом в 600 человек в войне против Государства маратхов, приближенным ко второму низаму), а также выражала восхищение капитаном Малькольмом, помощником Джеймса Киркпатрика, британского резидента в Хайдарабаде.
Мах-лака была влиятельной женщиной при дворах второго и третьего низамов Хайдарабада. В то время она была единственной женщиной Хайдарабада, удостоенной признания. Мах-лака часто выступала советницей правителей, к её мнению по политическим вопросам прислушивались. Соответственно моде среди дворян того времени, 500 солдат сопровождали Чанду, когда она наносила визиты чиновникам. Также Чанда была придворной танцовщицей и жила на содержании у премьер-министров при низамах. Мах-лака умерла в 1824 году, а своё имущество (земли, золото, серебро и бриллианты) раздала бездомным женщинам. Её резиденция в Нампалли ныне превращена в женский колледж. Мах-лака из Декана была современницей Мир Таки Мира, Мирзы Мухаммада Рафи Сауды и Хваджи Мира Дарда из Северной Индии.

## Достижения
На Мах-лаку повлиял поэт Сирадж Аурангабади (1715—1763), она училась у Наваба Мир-алама, позже ставшего премьер-министром Хайдарабада. Родной язык Чанды — урду, она свободно владела арабским, персидским и бходжпури. В 1798 году она каллиграфически записала 129 своих газелей и подарила капитану Малькольму 18 октября 1799 года, во время танцевального представления в резиденции Мир-алама. Ныне этот манускрипт хранится в Британском музее. Чанда-биби была первой женщиной, опубликовавшей диван, полный сборник газелей. Её сборник, названный «Гулзар-э-Махлака», содержит 39 газелей по 5 куплетов каждая. Публикация сборника состоялась в 1824 году, уже после смерти поэтессы.
Криптонимом поэтессы было имя Чанда. Слова «бульбуль» (певчие воробьиные), «гул» (бутон розы) и «саки» (виночерпий) многократно появляются в её газелях. Популярность Чанды привела к тому, что она первой из женщин своего региона участвовала в мушаире (соревновании поэтов). Кроме сочинительства Мах-лака пела сочинения императора Мухаммада Шаха и биджапурского султана Ибрахима II.
Чанда-биби обучилась песенному искусству и музыкальному жанру тхумри у музыканта-виртуоза Кхуш-хал-Кхана и праправнука Тансена Мияна, придворного маэстро могольского двора. Чанда превосходно пела газели в нескольких рагах (ладах) и в разном ритме; она умела исполнять такие произведения, как яман и несколько песен в жанре таппа. Её любимой рагой для исполнения романтических газелей была бхимпаласи (санскр. भीम्पलासरागः, урду بھیم پلاس). При исполнении суфийских песен Чанда использовала рагу дхрупад, смешанную с талой чаутала и рагой бхаирави. Мах-лака достигла высочайшего мастерства в исполнении любовной лирики вместе с деканским вариантом танца катхак. Она основала культурный центр, в котором вместе с другими мастерами обучала 300 девочек. Её личная библиотека содержала как манускрипты и книги по поэзии, так и по изобразительным искусствам и науке. Она оплатила и курировала публикацию книги по истории возрождения Хайдарабада «Махнама». Хотя Чанда была мусульманкой, индуизм также повлиял на её взгляды. В стихах Чанды прослеживаются следы традиции восхваления правителей и дворян, распространённой в XVII—XVIII веках.

## Памятник
На пригорье близ Хайдерабада Мах-лака построила площадку, обнесённую стеной, где устраивала мушаиры; в 1792 году там же она возвела могилу своей биологической матери. После смерти Мах-лаку похоронили рядом с матерью. Могильный комплекс построен в могольском и раджастанском архитектурном стиле, в его основе лежит чарбагх. Помимо мавзолея здесь же находится павильон, декорированный сложными орнаментами на штукатурке, дом отдыха, мечеть и два ступенчатых колодца.
Профессор Университета Эмори и исследователь Скотт Кугл (англ. Scott Kugle) изучал жизнь Мах-лаки и, обнаружив её памятник в полуразрушенном состоянии, предложил реставрировать его. В 2010 году Центр деканских исследований получил финансирование от правительства США и начал проект по восстановлению монумента, реализация которого заняла год. Поддержку реставрации оказывала Мусульманская образовательная, социальная и культурная организация. В ходе восстановительных работ памятник очистили от обломков и мусора, заново отстроили водоводы, посадили деревья и кусты, а также подновили здания и их украшения.

## Память и влияние
Писатель Абдул Халим Шарар (1860—1926) выписал Мах-лаку в своём произведении «Хусан кай даку» («Воры красоты»). По мнению учёного Саджджада Шахида, Чанда послужила вдохновением для знаменитого романа Мирзы Хади Русвы — «Умрао Джаан Ада», опубликованного в 1899 году. Писатель и специалист по истории Хайдарабада утверждает, что факт опубликования поэтической антологии женщины из Хайдарабада стал поводом для гордости местных жителей. По некоторым данным, Мах-лака занималась мистицизмом, в частности суфизмом и бхактизмом.